# Нортлејкс (Северна Каролина)
Нортлејкс (енгл. Northlakes) насељено је место без административног статуса у америчкој савезној држави Северна Каролина.

## Демографија
По попису из 2010. године број становника је 1.534, што је 144 (10,4%) становника више него 2000. године.
| Група             | 2000.         | 2010.         |
| Белци             | 1.361 (97,9%) | 1.464 (95,4%) |
| Афроамериканци    | 7 (0,5%)      | 11 (0,7%)     |
| Азијати           | 3 (0,2%)      | 19 (1,2%)     |
| Хиспаноамериканци | 7 (0,5%)      | 29 (1,9%)     |
| Укупно            | 1.390         | 1.534         |